# Дернові ґрунти
Дернові ґрунти — це ґрунти з акумулятивним типом профілю, що утворилися в умовах гумусово-акумулятивного  процесу ґрунтотворення під впливом трав'яної рослинності.
Дернові (перегнійні) літогенні ґрунти поділяються на три типи: дерново-літогенні, дерново-карбонатні, дерново-глейові.

## Назва
Назву «дернові ґрунти» ввів В. В. Докучаєв. У Українському Поліссі ці ґрунти формуються при надмірній зволоженості під луговий трав'янистою рослинністю на різних породах, в зрідженому лісі, на галявинах, у листяних лісах з добре розвинутою трав'янистою рослинністю і мохово-трав'янистими лісами — на карбонатних породах і породах, багатих первинними мінералами. 

### Дерново-карбонатні ґрунти
Дерново-карбонатні ґрунти розвиваються на карбонатних породах (вапняках, мармурах, доломітах, мергелях, вапняково-піщаних сланцях, карбонатних моренах) при промивному, періодично промивного водного режиму. В таких умовах утворюється темно-сірий або чорний з зернистою і зернисто-грудкуватою структурою гумусовий горизонт. Профіль дерново-карбонатних ґрунтів має наступну будову: Ао — А1 — (А1A2) — В — нд — Ск — DK. Горизонт Ао-лісова підстилка потужністю від 1-3 до 5-8 см, слаборозкладена або оторфована. А1 — гумусовий горизонт потужністю від 3-10 до 30-40 см, звичайно Темна (частіше темно-сірий) з коричневим відтінком, зернистий або дрібногрудкуватий-зернистий, рихлий, містить масу коренів рослин, в основному з уламками вапнякових порід; перехід помітний. В — перехідний горизонт потужністю від 5-20 до 20-40 см, сірувато-бурий, часто з червонуватим відтінком, зернисто-грудкуватих або горіхуватих, ущільнений, містить коріння рослин, уламки вапнякових порід, іноді з охристими плямами або конкреціями (у опідзолених ґрунтів) і рідко з плямами білоочки або прошарками карбонатів (особливо у вилужених ґрунтів); перехід поступовий. НД — перехідний до материнської породи горизонт, буре або червоний з сірувато, з уламками вапнякових порід; перехід поступовий. Ск — елювій карбонатної породи, з великою кількістю уламків порід; при малій потужності пухкого елювію відсутня. DK — плитняк корінних карбонатних порід або карбонатна морена.
Виділяють такі підтипи дерново-карбонатних ґрунтів: типові, вилужені і опідзолені. У типі дерново-карбонатних ґрунтів виділяють пологи: вапняні, глинисто-мергелістих, оріхові, недорозвинені ґрунти.
Дерново-карбонатні ґрунти поділяють на види за змістом гумусу, за потужністю гумусового горизонту і по каменистости. За змістом гумусу ґрунти поділяють на перегнійним (> 12 %), багатогумусні (12-5 %), середньогумусні (5-3 %), малогумусні (<3 %). За потужністю гумусового горизонту виділяють малопотужні (15 см) ґрунти.
Типові ґрунти формуються в основному на малопотужному елювії карбонатних порід. Профіль цих ґрунтів не перевищує 50 см; скипають з поверхні або в горизонті А1. Зустрічаються і нерозвинені, малопотужні щебенисті ґрунти з фрагментарним горизонтом А1. Вміст гумусу 5-22 %, реакція від близької до нейтральної в горизонті А1 до лужної в горизонті С. Багаті елементами живлення рослин.
Потужність профілю дерново-карбонатних вилужених ґрунтів до 60-100 см. У цих ґрунтах гумусу менше (від 3-5 до 5-10 %), реакція в горизонті А1 слабокисла (рН +5,5-6,5). Скипання спостерігається з горизонту В.
Дерново-карбонатні опідзолені ґрунти характеризуються опідзолені. У нижній частині горизонту А цих ґрунтів з'являється кремнеземиста присипка у вигляді ледь виражених плям або світло-сірий, білястий горизонт А1A2. Реакція ґрунтів в гумусового горизонту слабокисла, закипання спостерігається в нижній частині горизонту В.
Дерново-карбонатні ґрунти за гранулометричним складом переважно суглинкові і глинисті, рідше легкосуглинкові та супіщані. З глибиною, особливо в горизонті В, зростає кількість мулу і фізичної глини. У складі гумусу домінують гумінові кислоти, зв'язані з кальцієм. Найбільша насиченість підставами характерна для типових ґрунтів (90-99 %), а найменша (65-85 %) — для горизонту А | А2 опідзолених ґрунтів. Ємність поглинання коливається від 7-15 (у супіщаних різновидів) до 40-50 мг • екв/100 г ґрунту .

### Дернові (перегнійні) літогенні ґрунти
Дернові (перегнійні) літогенні ґрунти розвиваються на ґрунтоутворюючих породах з великою кількістю силікату кальцію і магнію і на елювії порід, що містять багато заліза.
Виділяють підтипи дернових літогенних ґрунтів: дернові насичені, дернові кислі, дернові опідзолені. Їх профіль має наступну будову: A0 — лісова підстилка потужністю до 5 см, слаборазкладені; А1 — гумусово-елювіальний горизонт потужністю від 3-5 до 15-20 см, темно-сірий, зернистий або грудкувате-дрібнозернистий, містить багато коренів рослин, пухкий; перехід помітний; В — перехідний горизонт, сіро- бурий, ущільнений, грудкуватих, містить коріння рослин; перехід поступовий; НД — бурий, ущільнений, плоскокомкуватий, містить багато коренів рослин; перехід поступовий; С — світло-бура щебениста суглинна порода.
Основні пологи ґрунтів: на шунгітах і вивержених породах, сланцях, строкатобарвнгих глинах і породах, багатих залізом. В горизонті А1 гумусу міститься 5-10 %, його кількість різко зменшується вниз за профілем; реакція, близька до нейтральної. Найбільша кількість пилувато-мулистих частинок зосереджена в верхніх горизонтах.
У дернових літогенних кислих ґрунтах гумусу міститься менше (2-4 %), структура в основному нетривка дрібногрудкувата. У опідзолених дернових літогенних ґрунтах виражена білуваті в нижній частині горизонту А1. Вони біднішими гумусом і поживними елементами в порівнянні з насиченими і кислими дерновими літогенні ґрунтами.

### Дерново-глейові ґрунти
Дерново-глейові ґрунти розвиваються під хвойними, змішаними, листяними лісами із мохово-трав'яним і трав'яним покривом, під луговою рослинністю на слабодренованих рівнинах, в пониженнях рельєфу на карбонатних породах, частіше суглинних, при надмірному зволоженні.
Морфологічна будова профілю ґрунтів наступна: Ао — лісова підстилка потужністю 5-30 см в залежності від ступеня перезволоження; ступінь розкладання органічних залишків різна; А1-гумусовий горизонт потужністю 15-30 см, темно-сірий, рідко зі слідами оґлеєні, іноді з освітленої нижньою частиною від кремнеземистого присипки, зернистий або грудкувате-зернистий, пухкий або слабоущільнений, містить багато коренів; перехід помітний; Bg — перехідний горизонт потужністю 20-35 см, брудно-бурий з сизим прожилками і іржавими плямами і примазка, сирнистий або сирнистий-зернистий; при сильному оглеєні безструктурна, з залізо-марганцевистих примазка і стяжки, можуть бути присутніми журавчиків карбонатів, коріння рослин; перехід помітний ; Cg-сильно оглеєння карбонатна ґрунтоутворюючих порід, може бути водоносної.
Розрізняють підтипи: дерново-поверхнево-глейові, дерново-ґрунтово-глеюваті, перегнійно-поверхнево-глейові, перегнійно-ґрунтово-глейові. Основні роди: карбонатні, насичені і опідзолені. Вони поділяються на види так само, як і дерново-карбонатні ґрунти, за змістом гумусу і потужності гумусового шару. В поверхнево-глейових ґрунтах від надлишкового поверхневого перезволоження в основному горизонт В і рідше А1 а в ґрунтово-глейових — горизонти В і С через довге стояння сильномінералізованних (твердих) ґрунтових вод.
Дерново-глейові ґрунти містять від 5-7 до 10-14 % гумусу гуматно-фульватного складу. Реакція у верхніх горизонтах нейтральна і слабокисла, а в нижніх — слаболужна. Ступінь насиченості підставами 70-90 %. Характерна висока забезпеченість елементами живлення рослин. Ємність поглинання 20-40 мг • екв/100 г ґрунту; у верхніх горизонтах міститься іонів водню 3-6 мг • екв/100 г ґрунту, а насиченість підставами становить 30-40 % (у опідзолених ґрунтів).